# Lleis del moviment d'Euler
En mecànica clàssica, les lleis del moviment d'Euler són equacions de moviment que estenen les lleis del moviment de Newton per una partícula puntual al moviment d'un sòlid rígid. Leonhard Euler les va formular uns 50 anys després que Isaac Newton formulés les seves lleis.

## Visió general

### Primera llei d'Euler
La primer llei d'Euler afirma que el moviment lineal d'un cos, p (també anotat G) és igual al producte de la massa del cos m i la velocitat del seu centre de massa vcm:
{\displaystyle \mathbf {p} =m\mathbf {v} _{\rm {cm}}}.
Les forces internes entre les partícules que formen el cos no contribueixen a canviar el moment total del cos, en haver-hi forces iguals que s'hi oposen suprimint-ne l'efecte. La llei també es presenta com:
{\displaystyle \mathbf {F} =m\mathbf {a} _{\rm {cm}}}.
on  acm = dvcmdt és l'acceleració del centre de massa i F = dpdt és la força total aplicada al cos. És simplement la derivada respecte al temps de l'equació prèvia (m és una constant).

### Segona llei d'Euler
La segona llei d'Euler afirma que la taxa de canvi del moment angular L (de vegades anomenat H) en un punt fixat en un sistema de referència inercial (sovint el centre de massa del cos), és igual a la suma dels moments de força externs (parell de forces) que actuen en el cos M (també anotat τ o Γ) en el punt:
{\displaystyle \mathbf {M} ={d\mathbf {L}  \over dt}}.
Noti's que aquesta fórmula només es pot aplicar si M i L es consideren respecte a un marc inercial fix o en un marc paral·lel al marc d'inèrcia però fixat en el centre de massa. Per cossos rígids, traslladats i rotats només en 2D, això es pot expressar com:
{\displaystyle \mathbf {M} =\mathbf {r} _{\rm {cm}}\times \mathbf {a} _{\rm {cm}}m+I{\boldsymbol {\alpha }}},
on r cm és el vector posició del centre de massa respecte al punt on els moments es sumen, α és l'acceleració angular del cos respecte al seu centre de massa, i I és el moment d'inèrcia del cos sobre el seu centre de massa.

## Explicació i derivació
La distribució de les forces internes en un cos deformable no és necessàriament igual pertot arreu, per exemple, les tensions varien d'un punt a un altre. Aquesta variació de les forces internes al llarg del cos és regida segons per la segona llei del moviment de Newton, sobre la conservació del moment lineal i el moment angular, que per simplificar són aplicats a una partícula de massa però s'estenen en la mecànica dels medis continus a un cos de massa distribuïda contínuament. Per cossos continus aquestes lleis són anomenades les lleis del moviment d'Euler. Si s'entén un cos com la suma de partícules discretes, cadascun dels quals regit per les lleis del moviment de Newton, llavors les equacions d'Euler es poden derivar a partir de les lleis de Newton. Les equacions d'Euler poden, tanmateix, considerar-se axiomes que descriuen les lleis de moviment per a cossos extensos, independentment de qualsevol distribució de partícules.
La força total aplicada a un cos continu de massa m, densitat ρ, i Volum V, és la integral de volum sobre el volum del cos:
{\displaystyle \mathbf {F} _{B}=\int _{V}\mathbf {b} \,dm=\int _{V}\mathbf {b} \rho \,dV}
on b és la força que actua en el cos per unitat de massa (amb dimensions d'acceleració, anomenat eeeòniament "força de cos"), i dm = ρ dV és la massa d'un element infinitesimalment petita del cos.
El forces del cos i de contacte que actuen en el cos porten als moments corresponents d'aquelles forces, amb relació a un punt donat. Per tant, el moment total aplicat M respecte a l'origen ve donat com:
{\displaystyle \mathbf {M} =\mathbf {M} _{B}+\mathbf {M} _{C}}
on MB i MC indiquen respectivament els moments causats per les forces del cos i les de contacte.
Llavors, la suma de les forces aplicades i els moments (respecte a l'origen de coordenades del sistema) que actuen en el cos es pot expressar com la suma d'un volum i la integral de superfície:
{\displaystyle \mathbf {F} =\int _{V}\mathbf {a} \,dm=\int _{V}\mathbf {a} \rho \,dV=\int _{S}\mathbf {t} dS+\int _{V}\mathbf {b} \rho \,dV}
{\displaystyle \mathbf {M} =\mathbf {M} _{B}+\mathbf {M} _{C}=\int _{S}\mathbf {r} \times \mathbf {t} dS+\int _{V}\mathbf {r} \times \mathbf {b} \rho \,dV.}
on t = t(n) s'anomena la tracció de superfície, integrat sobre la superfície del cos, i n denota un vector unitari normal i dirigit cap a fora de la superfície S.
Sigui el sistema de coordenades (x1, x₂, x₃) un sistema de referència inercial, r el vector posició d'una partícula puntual en el cos continu respecte l'origen de coordenades, i v = drdt la velocitat del vector en el punt.
El primer axioma o llei d'Euler (llei de l'equilibri del moment lineal o balanç de forces) afirma que en un sistema de referència inercial la taxa de canvi del moment lineal p respecte el temps d'una porció unitària d'un cos continu és igual a la força total aplicada F que actua a la porció, i s'expressa com
{\displaystyle {\begin{aligned}{\frac {d\mathbf {p} }{dt}}&=\mathbf {F} \\{\frac {d}{dt}}\int _{V}\rho \mathbf {v} \,dV&=\int _{S}\mathbf {t} dS+\int _{V}\mathbf {b} \rho \,dV.\\\end{aligned}}}
El segon axioma o llei d'Euler (llei de l'equilibri del moment angular o balanç de moments) afirma que en un sistema de referència inercial la taxa de variació del moment angular L respecte el temps d'una porció arbitrària d'un cos continu és igual al moment total aplicat M que actua en la porció i s'expressa com
{\displaystyle {\begin{aligned}{\frac {d\mathbf {L} }{dt}}&=\mathbf {M} \\{\frac {d}{dt}}\int _{V}\mathbf {r} \times \rho \mathbf {v} \,dV&=\int _{S}\mathbf {r} \times \mathbf {t} dS+\int _{V}\mathbf {r} \times \mathbf {b} \rho \,dV.\\\end{aligned}}}
On {\displaystyle \mathbf {v} } és la velocita, {\displaystyle V} el volum, les derivades de p i L són derivades materials.